# Yucca pallida
Yucca pallida és una planta del gènere Yucca, de la família de les agavàcies.

## Distribució
Es troba al nord i centre de Texas, i a l'extrem nord de Mèxic. Destaquen les seves fulles pàl·lides, amb tonalitats que van del blau grisós pàl·lid al verd apagat.

## Descripció
La seva altura arriba a 20-50 cm i 30-80 cm de diàmetre, amb fulles de 15-40 cm x 2-3 cm (són més amples pel mig). Les rosetes es recolzen directament al terreny amb poc o cap tronc. Les fulles tenen espines terminals amb colors de groc a castany i són, generalment aplatades, amb una mica de cera a les vores.
La inflorescència és en panícules d'1-2,5 m d'altura, amb més de 100 flors acampanades, cadascuna de 5-7 cm de llarg, amb coloració que oscil·la entre el verd suau a crema.
Se sap que hibrida amb la Yucca rupicola, d'aparença similar, amb fulles més retorçades i corvades.
Encara que no és una planta molt comuna en horticultura, el seu color, mida i moderada resistència (aguanta temperatures de fins a −18 °C) la fan una bona alternativa per a altres tipus de iuca.